# Nederlands keramiek 1880-1940
In het tijdvak 1880-1940 is de aardewerkindustrie de eerste bedrijfstak in Nederland die de internationale ontwikkelingen volgt wat  betreft actuele stromingen.

## Stromingen
Jugendstil, art nouveau, art deco, functionalisme

## Verkoopkanaal
't Binnenhuis
- Metz & Co

## Zelfstandig pottenbakker
Gerrit de Blanken
- Pieter Groeneveldt
- Chris Lanooy
- Bert Nienhuis
- Sophie Verrijn Stuart
- Herman Zaalberg

## Pottenbakker, draaier, enz
Henk Breuker

## Fabriek
- Amphora
- Aardewerkfabriek Amstelhoek
- Aardewerkfabriek De Kat
- Aardewerkfabriek Katwijk
- De Porceleyne Fles
- De Zwing
- ESKAF
- Faience- en Tegelfabriek Westraven
- Goedewaagen
- Harlinger Aardewerk- en Tegelfabriek
- Ivora
- Kennemer Pottenbakkerij
- De Sphinx
- Kunstaardewerkfabriek Regina
- Kunstaardewerkfabriek St. Lukas
- Mobach
- Mosa
- Pieter Groeneveldt
- Plateelbakkerij De Rozeboom
- Plateelbakkerij Delft (PBD)
- Plateelbakkerij Flora
- Plateelbakkerij Haga
- Plateelbakkerij Ram
- Plateelbakkerij Rozenburg
- Plateelbakkerij Zuid-Holland (PZH)
- Plateelfabriek Purmerend
- Plateelfabriek De Distel
- Porceleinfabriek De Kroon
- Potterij De Urn
- Potterij Rembrandt
- Pottenbakkerij De Vier Paddenstoelen
- Rotterdamsche Aardewerk Fabriek (RAF)
- Société Céramique
- Tegelbakkerij Lotus
- Koninklijke Tichelaar Makkum
- Zaalberg

## Eigenaar / oprichter
- Egbert Estié

## Artdirector
Bert Nienhuis
- Theodoor Colenbrander

## Ontwerper
- Cris Agterberg
- Edmond Bellefroid
- Jan Eisenloeffel
- Jaap Gidding
- C.J. van der Hoef
- Hildo Krop
- Chris Lanooy
- Chris Lebeau
- Bart van der Leck
- C.A. Lion Cachet
- Joseph Mendes da Costa
- W.J. Rozendaal
- Erich Wichman

## Ontwerper/plateelschilder
Henri Breetvelt
- Theodoor Colenbrander
- Leen Muller

## Plateelschilder
Jan van der Veth

## Het materiaal
- Keramiek
- Porselein
- Steengoed
- Aardewerk
- Biscuit
- Glazuur
- Klei